# هال بيك
هال بيك (بالإنجليزية: Hal Peck)‏ هو لاعب كرة قاعدة أمريكي، ولد في 20 أبريل 1917 في Big Bend, Waukesha County, Wisconsin ‏ في الولايات المتحدة، وتوفي في 13 أبريل 1995 في ميلواكي في الولايات المتحدة.

## وصلات خارجية
- هال بيك على موقع دوري كرة القاعدة الرئيسي (الإنجليزية)
- هال بيك على موقعبيزبول رفرنس.كوم (الدوري الرئيسي) (الإنجليزية)
- هال بيك على موقعبيزبول رفرنس.كوم (الدوري الثانوي) (الإنجليزية)